# قرار مجلس الأمن التابع للأمم المتحدة رقم 2216
قرار مجلس الأمن التابع للأمم المتحدة رقم 2216، المتخذ في 14 إبريل 2015. نص القرار على فرض عقوبات تمثلت في تجميد أرصدة وحظر السفر للخارج، طالت زعيم الحوثيين عبد الملك الحوثي، وأحمد علي عبد الله صالح نجل الرئيس السابق، والقائد السابق للحرس الجمهوري اليمني، المتهمين بـ«تقويض السلام والأمن والاستقرار» في اليمن. ويذكر أن مجلس الأمن أدرج علي عبد الله صالح واثنين من قادة الحوثيين هما عبد الخالق الحوثي وعبد الله يحيى الحكيم على قائمة العقوبات الدولية في نوفمبر 2014.
اعتمد القرار بأغلبية 14 صوتا وامتناع واحد من روسيا. وشمل حظر توريد الأسلحة والعتاد ووسائل النقل العسكرية، لعلي عبد الله صالح ونجله أحمد وعبد الملك الحوثي وعبد الخالق الحوثي وعبد الله يحيى الحكيم الملقب (أبو علي الحاكم)، وكافة الأطراف التي تعمل لصالحهم أو تنفيذاً لتعليماتهم في اليمن، وذلك في إشارة إلى أنصار حركة الحوثيين والجنود الموالين لصالح.
وطالب القرار الدول المجاورة بتفتيش الشحنات المتجهة إلى اليمن في حال ورود اشتباه بوجود أسلحة فيها، وطالب الحوثيون بوقف القتال وسحب قواتهم من المناطق التي فرضوا سيطرتهم عليها بما في ذلك صنعاء. ويدعو نص القرار جميع الأطراف اليمنية إلى المشاركة في مؤتمر من المقرر عقده في العاصمة السعودية الرياض تحت رعاية مجلس التعاون الخليجي.

## أهم بنود القرار
- طالب جميع الأطراف اليمنية، لا سيما الحوثيين بالتنفيذ الكامل للقرار رقم 2201 والقرار 2015 والامتناع عن اتخاذ المزيد من الإجراءات الأحادية التي يمكن أن تقوض عملية الانتقال السياسي في اليمن ويطالب الحوثيين بالقيام فورا دون قيد أو شرط بالآتي:
- الكف عن استخدام العنف، وسحب قواتهم من جميع المناطق التي استولوا عليها بما في ذلك العاصمة صنعاء، والتخلي عن جميع الأسلحة التي استولوا عليها من المؤسسات العسكرية والأمنية بما في ذلك منظومات القذائف، والتوقف عن جميع الأعمال التي تندرج ضمن نطاق سلطة الحكومة الشرعية، والامتناع عن الإتيان بأي استفزازات أو تهديدات للدول المجاورة، والإفراج عن وزير الدفاع محمود الصبيحي وعن جميع السجناء السياسيين وجميع الأشخاص رهن الإقامة الجبرية، وإنهاء تجنيد الأطفال وتسريح جميع الأطفال المجندين في صفوفهم
- نص القرار على دعوة جميع الأطراف اليمنية لا سيما الحوثيين إلى الالتزام بمبادرة مجلس التعاون الخليجي ونتائج مؤتمر الحوار الوطني الشامل وقرارات مجلس الأمن وتسريع المفاوضات للتوصل إلى حل توافقي والتنفيذ الكامل للاتفاقات المبرمة والالتزامات التي تم التعهد بها لبلوغ هذا الهدف والتعجيل بوقف العنف، وطالب القرار جميع الأطراف اليمنية بالالتزام بتسوية الخلافات عن طريق الحوار والامتناع عن الأعمال الاستفزازية
- حث القرار جميع الأطراف اليمنية على الرد بالإيجاب على طلب رئيس اليمن حضور مؤتمر يعقد في الرياض تحت رعاية مجلس التعاون الخليجي. وأكد القرار على ضرورة قيام جميع الأطراف بكفالة سلامة المدنيين وضمان أمن موظفي الإغاثة وموظفي الأمم المتحدة وتيسير إيصال المساعدات الإنسانية على نحو سريع وآمن دون عوائق، وإلى تيسير قيام الدول المعنية بإجلاء المدنيين من اليمن، وتأكيد مبدأ حرمة المباني الدبلوماسية والقنصلية واتخاذ جميع التدابير لحماية المباني الدبلوماسية من أي اقتحام أو ضرر.
- على جميع الدول اتخاذ تدابير لمنع القيام بشكل مباشر أو غير مباشر بتوريد أو بيع أو نقل أسلحة لصالح علي عبد الله صالح، وعبد الله يحيى الحاكم وعبد الخالق الحوثي، والكيانات والأفراد الواقعين تحت العقوبات انطلاقا من أراضيها أو بواسطة مواطنيها أو باستخدام سفن أو طائرات تحمل علمها. وتشمل حظر السلاح الذخائر والمركبات والمعدات العسكرية والمعدات شبه العسكرية وقطع الغيار والمساعدات التقنية والتدريب والمساعدات المالية وكل ما يتصل بالأنشطة العسكرية أو توفير أي أسلحة أو توفير أفراد مرتزقة مسلحين سواء كان مصدرهم أراضيها أم لا. وتتولي الدول لا سيما المجاورة لليمن تفتيش جميع البضائع المتجهة إلى اليمن والقادمة منه إذا توافر معلومات للاعتقاد أن البضائع تحمل أصنافا يحظر توريدها. يأذن لتلك الدول عند الكشف عن أصناف محظورة التصرف فيها من خلال إتلافها أو تخزينها أو نقلها إلى دول أخرى من أجل التخلص منها.

## رفع العقوبات الدولية عن الرئيس السابق ونجله أحمد
في يوم الأربعاء 31 يوليو 2024 رفع مجلس الأمن الدولي اسمي الرئيس اليمني السابق علي عبد الله صالح ونجله أحمد من قائمة العقوبات المفروضة عليهما منذ 10  سنوات، وفقا لمصدر دبلوماسي يمني وعضو بمجلس القيادة الرئاسي في البلاد، حيث تقدمت الحكومة اليمنية تقدمت  بطلب رسمي عبر بعثتها في نيويورك لمجلس الأمن الدولي بطلب رفع العقوبات عن الرئيس اليمني الراحل علي عبدالله صالح ونجله السفير أحمد ووافق مجلس الأمن الدولي على طلب الحكومة، وأعلن رسميا رفع اسمي الرئيس السابق ونجله من قائمة العقوبات. وفي هذا السياق سبق أن وجه أحمد علي صالح، في منتصف مايو 2024، رسالة إلى لجنة العقوبات الدولية التابعة لمجلس الأمن الدولي، دعاها فيه إلى مراجعة قراراتها الخاصة بفرض العقوبات ضده  وضد والده الرئيس الراحل. وقال بيان بثه موقع الأمم المتحدة على الإنترنت، مساء الأربعاء 31 يوليو 2024، إن لجنة العقوبات التابعة لمجلس الأمن قررت إزالة الادخالات الخاصة بالأفراد والكيانات لكل من الرئيس الراحل علي عبدالله صالح ونجله أحمد علي من قائمة العقوبات الدولية.